# 三極真空管

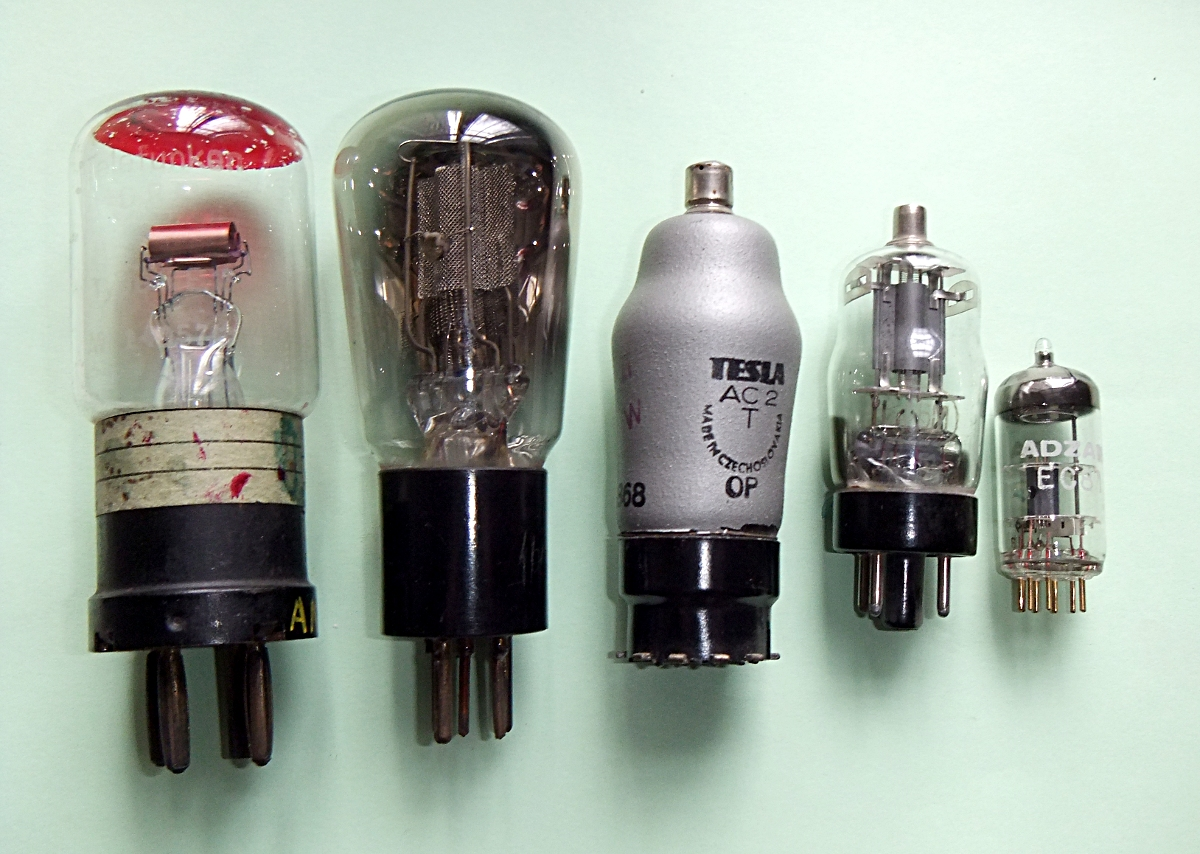
低電力三極管の例。1918年（左）から1960年代のミニ三極管（右）

三極真空管（さんきょくしんくうかん、英語：triode）は、真空にしたガラス外囲器の内部に3つの電極（フィラメントまたはカソード、グリッドおよびプレート（アノード））を持つ電子増幅真空管。三極管ともいう。リー・ド・フォレストの1906年のオーディオンから発展し、グリッド電極を熱電子ダイオード（フレミングバルブ）に加えた部分真空管である。最初の実用的な電子増幅器であり、四極真空管や五極真空管などの真空管の元になった。この発明により、電子工学の時代が築かれ、増幅無線技術と長距離電話が可能となった。トランジスタに取って代わられる1970年代までラジオやテレビなどの家電機器で広く使用されていた。
真空管式コンピュータでは、増幅素子としてではなくスイッチング素子として使い、論理回路を構成した。
今日まで残っている主な用途は無線送信機および産業用高周波（RF）加熱装置の高出力RF増幅器である。近年では真空管ベースの電子機器の音を好むオーディオマニアにより真空管のオーディオシステムに新たに関心が集まっているため、低出力の三極真空管の需要が再び高まっている。
"triode"という名前はイギリスの物理学者ウィリアム・エクルズにより1920年ごろに造語された。ギリシア語でτρίοδος (tríodos) に由来し、tri- (3) と hodós (道) より原義は3本の道が交わる場所である。

## 歴史

### 三極管以前の装置

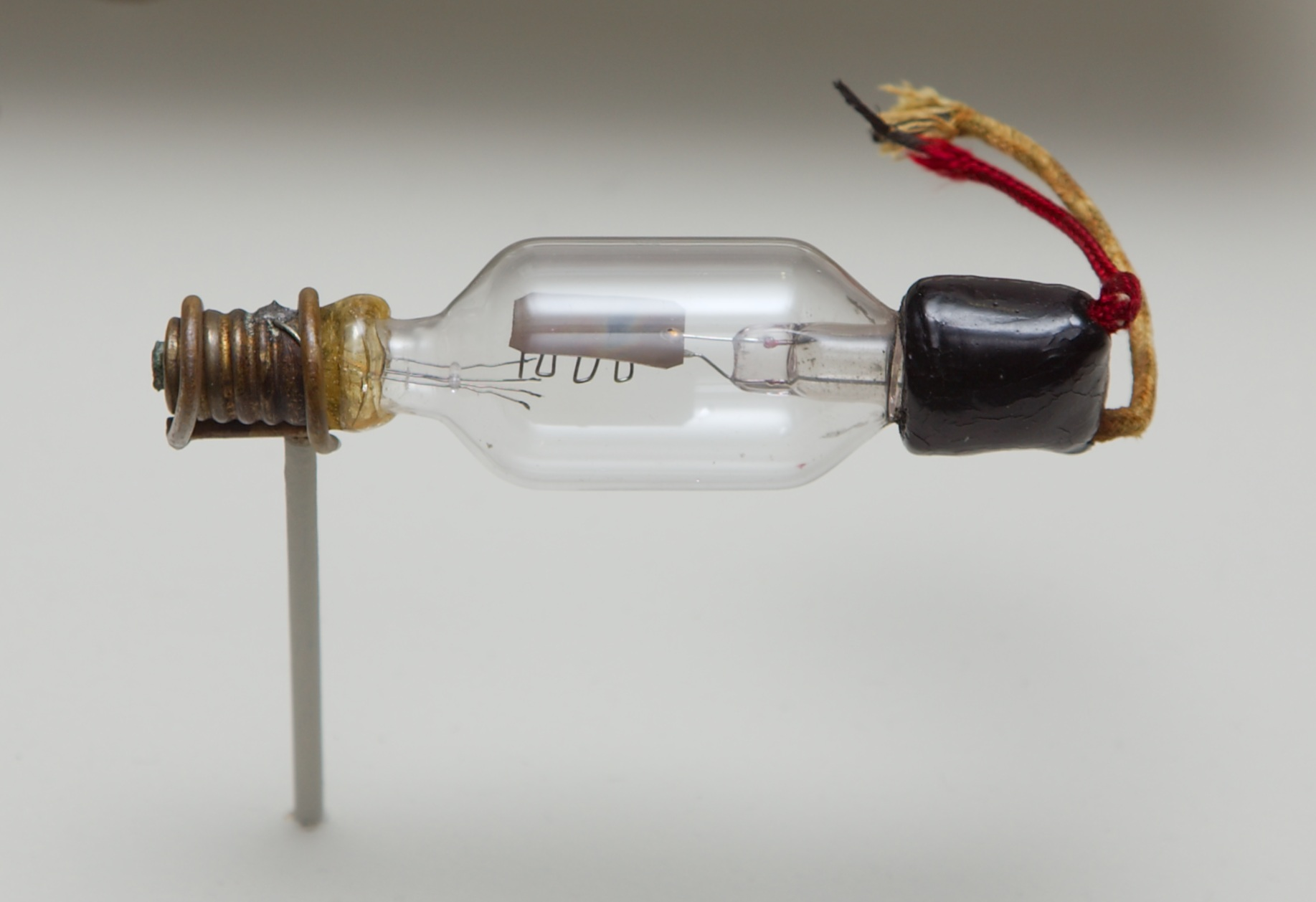
最初の真空管である1908年のド・フォレストのオーディオン。平らなプレートが上にあり、その下にジグザグのワイヤグリッドがある。フィラメントは元々グリッドの下にあったが燃え尽きてしまっている。

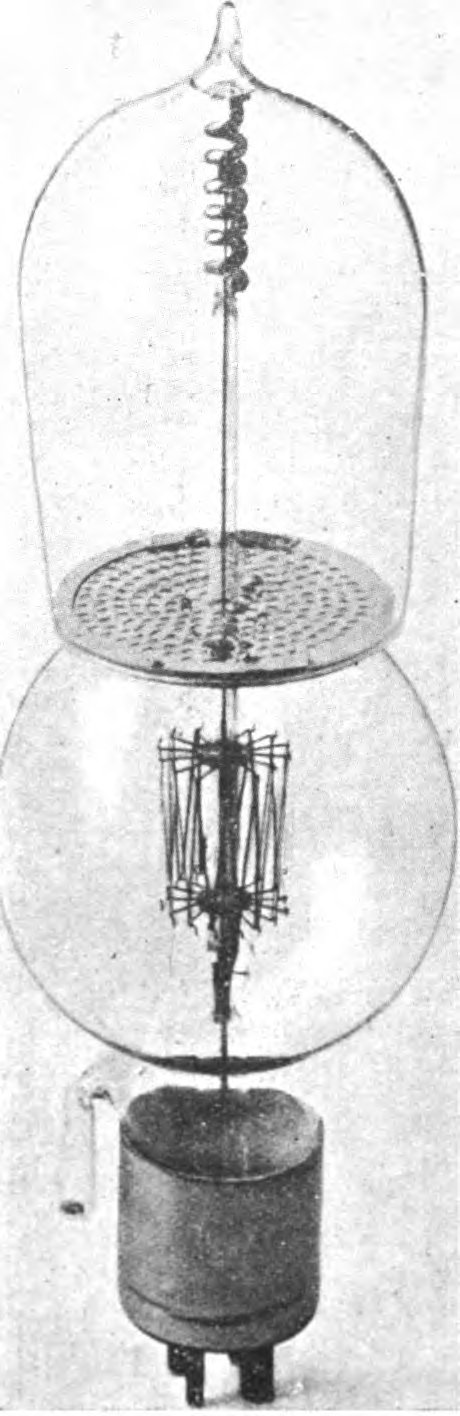
Lieben-Reisz管。もう1つの原始的な三極管であり、Robert von Liebenによりオーディオンと同時期に開発された。

熱電子真空管が発明される前、フィリップ・レーナルトは1902年に光電実験を行っている間にグリッド制御の原理を使用していた。
ラジオで使用された最初の真空管は、1904年にジョン・フレミングがラジオ受信機の検出器として発明した熱電子ダイオード（二極管）またはフレミングバルブであった。これは加熱したフィラメントとプレート（アノード）の2つの電極が中に入った真空ガラス球であった。

### 発明
真空三極管はアメリカの技術者リー・ド・フォレストとオーストリアの物理学者Robert von Liebenにより1906年にそれぞれ独立に特許が取得された。フィラメントとプレートの間に電流を制御するために3番目の電極であるグリッドが加えられている。1906年3月に特許が取得されたvon Liebenの部分的に真空にされた3素子の管は、微量の水銀蒸気を含み弱い電話信号を増幅することを目的としていた。1906年10月より、ド・フォレストはダイオードに電極を加えることで3素子管の設計の特許をいくつか取得した。これをオーディオン（Audion）と呼び、電波探知器として使用することを目的にしていた。グリッドをフィラメントとプレートの間に配置した三極管の設計となったものは、1907年1月29日に特許が取得された。von Liebenの真空管同様、ド・フォレストのオーディオンは不完全に真空にされ低圧の気体を含んでいた。von Liebenの真空管は、発明から7年後に第一次世界大戦が勃発する直前にvon Liebenが死去したため、あまり発展しなかった。
ド・フォレストのオーディオンは1912年ごろ何人かの研究者によりその増幅能力が認識されるまであまり使われていなかった。彼らはオーディオンを使用して最初に成功した増幅無線受信機と発振回路を作成した。増幅に多くの用途があったことが、急速な発展のきっかけとなった。1913年までに真空度を高めた改良型が、ド・フォレストからオーディオンの権利を購入した米国電話電信会社(American Telephone and Telegraph Company)のHarold Arnold及びゼネラル・エレクトリックのアーヴィング・ラングミュアにより開発され、ラングミュアはこれを"Pliotron"と呼んだ。これらは最初の三極真空管であった。"triode"という名前は、素子の数が異なる他の種類の真空管（例えば二極管(diode)、四極管(tetrode)、五極管(pentode)など）と区別する必要が生じたことから後に出てきた名前である。ド・フォレストとvon Lieben、及びド・フォレストとジョン・フレミングが代表を務めるマルコーニ無線電信会社との間には長期にわたる訴訟があった。

### より広い採用
1912年の三極管の増幅能力の発見は、電気技術に革命を起こし、能動（増幅）電気機器の技術という電子工学の新たな分野を生み出した。三極管はすぐに通信の多くの分野に適用された。三極管「連続波」無線送信機は、扱いにくく非効率的な「減衰波」火花送信機に取って代わり、振幅変調(AM)による音の伝送を可能にした。増幅三極管無線受信機は、拡声器を駆動するパワーを持っていたため、イヤホンで聴かなくてはならなかった弱い鉱石ラジオに取って代わり、家族で一緒に聴くことを可能にした。これによりラジオは商用のメッセージサービスから最初のマスコミュニケーションメディアへと進化し、1920年ごろにラジオ放送が始まった。三極管により大陸横断電話サービスが可能になった。ベル電話会社がオーディオンの権利を購入したのちに発明された三極真空管リピータにより、電話が約800マイルという非増幅での限界を超えて伝えることができるようになった。ベル電話会社による最初の大陸横断電話回線の開通は3年後の1915年1月25日に行われた。三極管により可能になった他の発明にはテレビ、パブリック・アドレスシステム、電気蓄音機、トーキー映画がある。
三極管は四極管（ヴァルター・ショットキーが1916年に発明）や五極管（Gilles HolstとBernardus Dominicus Hubertus Tellegenが1926年に発明）など後に開発される真空管の技術的基盤となり、以下で詳述する三極管の欠点のいくつかを改善した。
三極管は、ラジオ、テレビ、オーディオシステムなどの家電機器に非常に広く使用された。1960年代にトランジスタ（1947年に発明）により置き換えられ、三極管により起こった「真空管時代」が終焉した。今日、三極管は主に無線送信機や産業用加熱装置など固体物理半導体デバイスが適さない高出力の用途で使用されている。しかし、最近では三極管や他の真空管装置が高いフィデリティのオーディオと音楽機器に復活している。これらは真空蛍光ディスプレイ(VFD)としても使用され様々な実装があるが、本質的にはすべて三極管装置である。

## 構造

現代的な低電力三極真空管の構造。ガラスと外部電極は、構造を明らかにするために部分的に切り取られて示されている。

電極の記号を示す、三極管の回路図で使用される回路図記号

すべての三極管は、電子を放出しフィラメントにより加熱された熱陰極電極、電子が引き付けられる平らな金属プレート電極と電流を制御するため2つの電極の間に置かれワイヤーの仕切りからなるグリッドを備える。これらは空気が取り除かれおよそ10−9 atmと高い真空になったガラス容器内に密閉される。フィラメントは最終的には燃え尽きてしまうため真空管の寿命は限られており、交換可能な部分として作られており、電極はソケットに差し込む端子ピンに取り付けられている。動作寿命は小さいものではおよそ2000時間であり、電力管では10,000時間である。

### 低電力の三極管
低電力の三極管は同心円の構造であり（右図参照）、グリッドとアノードが円形または楕円形の円筒でありカソードを囲んでいる。カソードは中央にある細い金属管である。カソードの内側には「ヒーター」と呼ばれるフィラメントがあり、高抵抗のタングステンワイヤーの細いストリップで構成され、カソードを赤熱する（800 - 1000℃）。このタイプは「間接加熱カソード」と呼ばれる。このカソードは酸化カルシウムや酸化トリウムなどのアルカリ土類酸化物の混合物で被覆されているため、仕事関数が低下し、より多くの電子が生成される。グリッドは細いワイヤの螺旋または仕切りで構成され、カソードを囲む。アノードは板金の円筒または長方形の箱である。これは熱を放射するために黒くされ、しばしば熱放射フィンが備え付けられている。電子はカソードからグリッドを通ってアノードに向かい半径方向に移動する。素子は雲母またはセラミックスの絶縁体により所定の位置に保持され、電極が接続ピンに引き出されるベースに取り付けられた堅いワイヤにより支持される。ゲッター（ガラスの内側で蒸発している少量で光沢のあるバリウム金属）は、時間の経過とともに管内に放出された気体を吸収することで真空を維持するのに役立つ。

### 高出力の三極管
間接的に加熱されたカソードの放射コーティングは管内の高いイオン衝突により破壊されるため、高出力の三極管は通常、カソード（直接加熱されたカソード）として機能するフィラメントを使用する。トリウム加工されたタングステンが最も良く使用される。タングステン中のトリウムは、表面に単分子層を形成し、電子放出を増加させる。これらは一般的に間接加熱カソードよりも高い温度で動作する。管のエンベロープはガラスではなくより耐久性のあるセラミックで作られていることが多く、セラミックは融点が高いため、生じる高熱に耐えることができる。アノードの電力散逸が数百ワットを超える管は通常、積極的に冷却される。重い銅から作られるアノードは管の壁から突き出ており、押し込まれる空気または水により冷却される大きな外部フィン付き金属ヒートシンクに取り付けられている。

### 灯台管

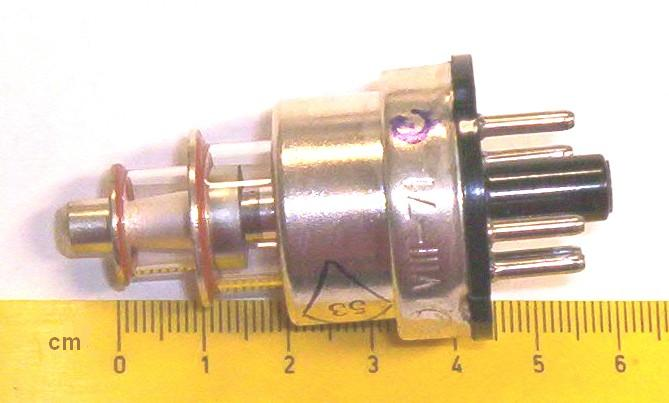
ソ連の灯台管 6С5Д (6S5D)

極超短波(UHF)で使用する低電力三極管の一種である灯台管(lighthouse tube)は、電極間の静電容量とリードインダクタンスを減らすために平面構造になっており、「灯台」のような見た目をしている。ディスク状のカソード、グリッド、プレートが管の中央にある平面を形成し、層の間に空間があるサンドイッチのようになっている。下部のカソードは管のピンに取り付けられているが、グリッドとプレートは管の上部にある低インダクタンスの端子に引き出されている。グリッドは途中の金属リングに、プレートは上部の金属ボタンに接続する。これらは「ディスクシール」(disk seal)設計の一例である。より小さな例では図に示されているように8進法の口金ピンが不要であり、ヒーターやDCカソード含むすべての接続がコンタクトリングに依存している。
同様に、高周波性能は走行時間（電子がカソードからアノードに移動するのに要する時間）により制限される。走行時間の影響は複雑であるが、1つの単純な影響はグリッド負荷とも呼ばれる入力コンダクタンスである。極超短波では、グリッドに到達した電子はアノードに向かう電子と位相がずれることがある。この電荷の不平衡により、グリッドは低周波「開回路」特性よりもはるかに小さいリアクタンスを示す。
走行時間の影響は管の間隔を狭めることで少なくすることができる。416B（灯台設計）や7768（全てがセラミックの小型設計）などの真空管は4 GHzまでの動作が示されている。これはグリッドとカソードの間隔が0.1 mmのオーダーと非常に狭くなっているのが特徴である。
これらの非常に狭められたグリッド間隔は、従来の軸状の設計よりもはるかに高い増幅率も提供する。7768の増幅率は225であるが、6AV6の増幅率は100であり、これが軸状の設計で可能な最大値である。
これらの設計ではアノードグリッド間の静電容量は特に低くない。6AV6のアノードグリッド間の静電容量は2pFであり、7768では1.7 pFである。マイクロ波管で使用される電極の間隔が近いと静電容量は増加するが、それより低い周波数を扱う管と比較して寸法が全体的に小さくなるため、静電容量の増加は相殺される。

## 動作
三極管では、金属カソードを熱することで熱電子放出と呼ばれるプロセスにより、電子が管に放出される。カソードは、薄い金属フィラメントを流れる離れた電流によって真っ赤に加熱される。高出力の三極管ではフィラメント自体がカソードであるが、ほとんどの場合フィラメントが離れたカソード電極を加熱する。実質的にはすべての空気が管から取り除かれているので、電子は自由に移動することができる。20Vから数千ボルトまでの正のDC電圧がアノードに印加される。負の電子は正に帯電したアノードに引き付けられ、管内にカソードからアノードへの電子の流れが作り出される。
この電流の大きさはカソードとグリッドの間に印加される電圧により制御することができる。グリッドは電子のゲートのように機能する。グリッドの負の電圧が高くなると一部の電子が反発するため、アノードに到達する電子の数が少なくなりアノード電流が小さくなる。グリッドの正の電圧はカソードから電子を引き寄せ、アノードに到達する電子の数が多くなりアノード電流が大きくなる。したがって、グリッドに印加される低出力変動(AC)信号は、はるかに強力なアノード電流を制御し増幅を起こすことができる。グリッド電圧の変動はアノード電流に同じ比例変動を起こす。アノード回路に適切な負荷抵抗を配置することにより、変動する電流が抵抗の両端に変動する電圧を引き起こす。この電圧は入力電圧の変動よりもはるかに大きくすることができ、電圧利得を得る。
三極管は通常、「オン」のデバイスであり、グリッドの電圧がゼロのときにアノードに電流が流れる。グリッドがカソードに対して負になるにつれてアノード電流は徐々に減少する。通常、一定のDC電圧（バイアス）がグリッドに印加され、管を通るDC電流が設定され、変動する信号電圧がそれに重ねられる。グリッドにおける十分に負である電圧（通常6AV6などの小さな管では約3-5ボルトであるが、'45などの初期のオーディオパワーデバイスでは最大–130ボルト）は、電子がアノードに到達するのを妨げアノード電流をオフとする。これは「カットオフ電圧」と呼ばれる。カットオフを下回るとアノード電流はグリッド電圧に応答しなくなるため、グリッドにおける電圧は忠実な（線形な）増幅のためにカットオフ電圧を上回っている必要がある。
三極管は、動作がnチャネルJFETと似ている。これは通常オンであり、グリッド/ゲートがソース/カソードに対して負になるにつれて、徐々に低くなるプレート電流を示す。カットオフ電圧は、JFETのピンチオフ電圧 (Vp) 又はVGS(off)（電流が完全に流れなくなる電圧点）と同等であるが、この類似性は限定的である。三極間のアノード電流は、グリッド電圧だけでなくアノード電圧にも大きく依存するため、回路内の電圧源として表れる。JFETのドレイン電流は、ドレイン電圧の影響をほとんど受けないため、四極管または五極管と同様の動作をする定電流デバイスのように見える。JFETと四極管・五極管は三極管よりもはるかに高い電圧利得を提供する。

## 用途
S.G. BrownのType G テレフォンリレー（カーボンマイクロホン素子を駆動する磁気「イヤホン」機構を使用）は、電力を増幅することができ、早くは1914年に使用されていたが、周波数範囲と原音忠実度が制限された純粋な機械装置であった。これは限られた範囲の可聴周波数、本質的には音声周波数にのみ適していた。
三極管は、音声及び無線周波数で電力利得を提供する最初の非機械的装置であり、無線を実用的なものとした。増幅器と発振器に使用される。多くのタイプは、低程度から中程度の周波数及び電力レベルでのみ使用される。定格が数千ワットの大型の水冷三極管は無線送信機の最終増幅器として使用されることがある。特殊なタイプの三極管（素子間の静電容量が小さい「灯台」管）は、マイクロ波周波数で有用な利得を提供する。
真空管は、より安価なトランジスタベースの固体デバイスに取って代わられており、大量に販売される家庭用電気機械器具では時代遅れとなっている。しかし、最近ではやや戻ってきている。三極管は、特定の高出力RF増幅器及び送信器で引き続き使用されている。真空管を支持する人は、真空管のハイエンドやプロのオーディオの用途での優位性を主張するが、固体MOSFETも同様の性能特性を備えている。

## 特性

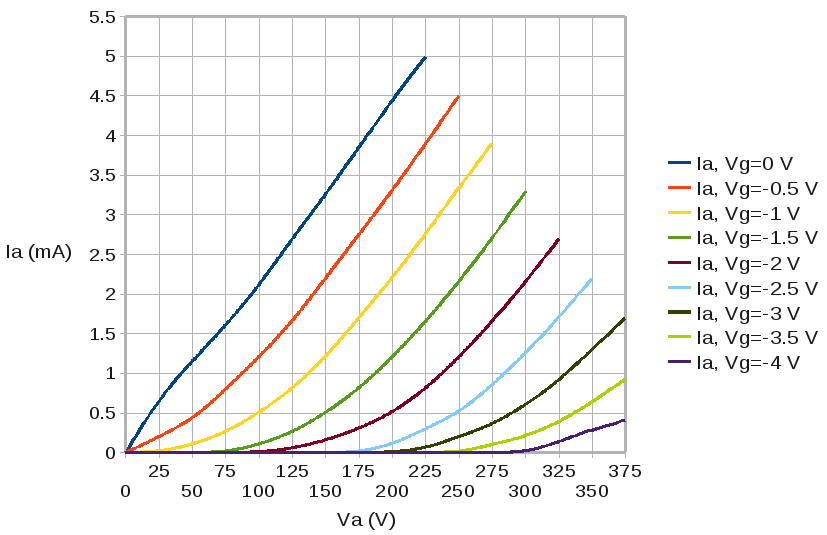
ECC83三極管動作特性

三極管のデータシートにおいては通常、アノード電圧(Va)及びグリッド電圧(Vg)に対するアノード電流(Ia)が与えられる。ここから、回路設計者は特定の三極管の動作点を選択することができる。
画像に示された特性の例では、200Vのアノード電圧Vaと-1Vのグリッド電圧バイアスが選択される場合、2.25mAのプレート（アノード）電流となる（グラフの黄色の曲線を用いる）。グリッド電圧を変化させると、プレート電流が変化する。プレート負荷抵抗を適切に選択することにより、増幅が得られる。
クラスAの三極管増幅器では、アノード抵抗がアノードと正の電圧源の間に接続される。例えば、Ra = 10000オームの場合、電圧降下は次のようになる。
Ia = 2.25 mAのアノード電流が選ばれた場合、VRa = Ia × Ra = 22.5 V。
（グリッドでの）入力電圧増幅が−1.5 Vから−0.5 V（1 Vの差）に変化すると、アノード電流は1.2から3.3 mAに変化する（画像参照）。これにより、抵抗の電圧降下が12Vから33V（21V差）に変化する。
グリッド電圧が-1.5Vから−0.5Vに変化し、アノード抵抗電圧降下が12Vから33Vに変化するため、信号が増幅される。増幅率は出力電圧の振幅を入力電圧の振幅で割った値であり、この場合21である。